# Adolf von Limburg-Styrum
Adolf von Limburg-Styrum (* um 1450; † 20. Oktober 1506) war Adeliger und durch Erbe Herr zu Styrum.

## Abstammung
Adolf von Limburg-Styrum war der Sohn von Wilhelm I. von Limburg-Styrum  (* um 1400; † 28. Februar 1459) und Gräfin Agnes von Limburg‑Broich (* um 1420; † um 1493), der Tochter des Grafen Dietrich V. von Limburg-Broich.

## Ehe und Nachkommen
Adolf von Limburg-Styrum heiratete am 9. Juni 1487 Gräfin Elisabeth von Reichenstein (* um 1460; † 30. April 1529) und zeugte mit ihr sieben Kinder:
- Wilhelm (* um 1490; † 1521)
- Georg (* um 1500; † 14. Dezember 1552)

⚭ 7. Januar 1539 Gräfin Irmgard von Wisch (* um 1505; † 10. Mai 1587)
- Anna († 1585) Äbtissin zu Herford und Gerresheim
- Elisabeth († 1556)

⚭ 1515 in Mörmter mit Dirk von Bronckhorst-Batenburg († 31. März 1551)
- Veronika († 1528), Nonne in Elten
- Agnes († 1570), Äbtissin zu Freckenhorst und Metelen
- Katharina († 1572), Äbtissin zu Borghorst